# Derogace
Derogace znamená zrušení právního předpisu nebo jeho části. Jsou-li zrušena jen některá ustanovení právního předpisu, zůstává nadále platným, neboť jejich vypuštěním je pouze novelizován. Ustanovení, které ruší právní předpis, celý nebo častěji jen jeho část, se nazývá derogační klauzule. Zpravidla je umístěna na konci nového právního předpisu.
Zrušení prostřednictvím derogační klauzule je výslovné, a to buď explicitní („ruší se zákon č. 12/1980 Sb.“) nebo implicitní („ruší se všechny dosavadní předpisy o státní arbitráži“). Derogace však může být provedena i mlčky, odporují-li si ustanovení několika právních předpisů navzájem (v tomto smyslu se někdy u nového zákona hovoří o obrogaci). Zda k takové situaci v určitém konkrétním případě skutečně došlo, se určuje podle kolizních pravidel: lex posterior derogat priori (pozdější zákon ruší dřívější), lex specialis derogat generali (zvláštní zákon ruší obecný), příp. také lex superior derogat inferiori (zákon vyšší právní síly ruší nižší).
Klasické římské právo ovšem chápalo derogaci jen jako částečné zrušení zákona a vedle ní rozlišovalo abrogaci, jíž se rozumělo jeho úplné zrušení (bez náhrady), nahrazení starého práva novým. Abrogaci a derogaci lze rozlišovat i podle významu oněch slov v latině: abrogace bude úplné, absolutní zrušení („smrt“ normy), zatímco derogace bude pouhá neúčinnost normy v určitém kontextu („spánek normy“) – např. zvláštní norma „ruší“ obecnou – ve skutečnosti ji samozřejmě neruší, pouze se ve speciálních případech použije místo ní.
V zájmu právní jistoty by se měly právní předpisy vždy zrušovat explicitně, jinak mohou vznikat spory, zda určitá právní norma je nebo není součástí právního řádu (k tomu došlo např. u zákona o prvorepublikovém Nejvyšším správním soudu, který byl sice implicitně zrušen zákonem o státní prokuratuře, ale nebylo jasné, zda se derogace týká i části upravující řešení kompetenčních sporů).